# Cree jezik
Cree jezik (ISO 639-3: cre) makrojezik čijim jezicima govore pripadnici indijanskih plemena Cree. Sastoji se od šest jezika.
Krijski jezici spadaju u porodicu algonkinskih jezika.
Jezici i narječja:
- 1. prerijsko (Plains Cree) (y-narječje)
- 2. šumsko (Woods Cree)   (th-narječje)
- 3. močvarno (Swampy Cree) (n-narječje)

močvarno narječje ima istočno i zapadno podnarječje koje se razlikuje u uporabi glasa š.  U zapadnom podnarječju, š se spojio sa s.
- 4. losovsko krijsko (Moose Cree) (l-narječje)
- 5. sjeveroistočni krijski jezik i 6. jugoistočni krijski jezik  (y-narječje, katkad ga nazivaju istočnim krijskim, Eastern Cree)

sjeverni i južni sjeveroistočni krijski jezici se razlikuje u nekoliko samoglasnika. Dugi samoglasnici ê i î su se spojili u sjevernom podnarječju, a u južnom se razlikuju. Unatoč tome, govornici obaju podnarječja lako komuniciraju.
Ponekad ih dovode u srodnost s jezicima atikamekw i montagnais, ali nisu članovi krijskog makrojezika.
- atikamekw) (r-narječje)
- montagnais
  - zapadno gorsko (l-narječje)
  - istočno montagnais narječje (l-narječje, katkad ga nazivaju istočni gorski, Eastern Montagnais)
- naskapi (y-narječje)

## Slike
- Slike naroda Cree u Kanadi

Kôd je ISO 639 alpha-2.

## Vanjske poveznice
Wikipedija na krijskom jeziku